# Circuito de slot

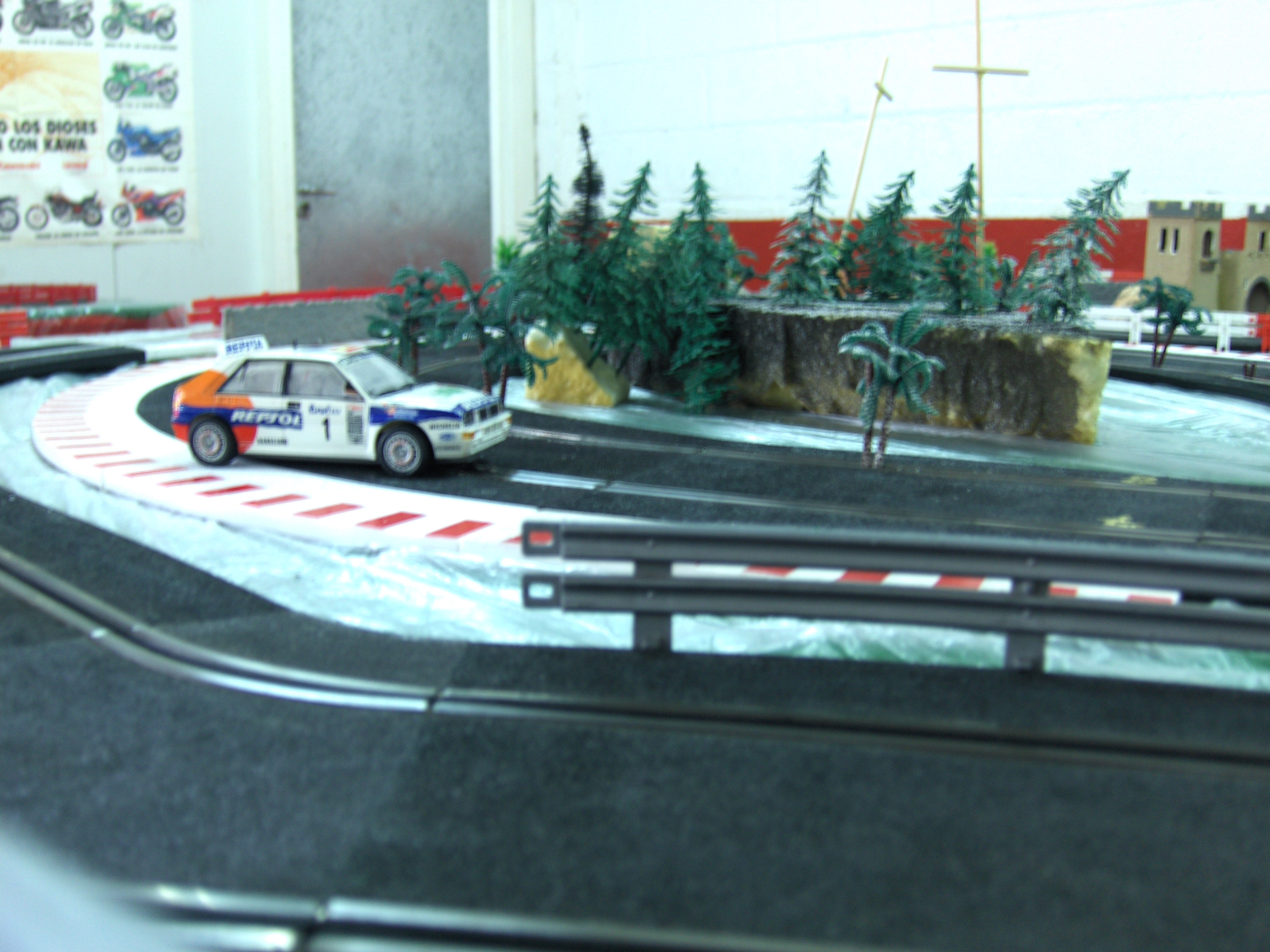
Curva en una pista moderna de slot de rally.

Un circuito de slot es una pista, ya sea prefabricada a base de módulos estándar; o hecha a mano, por la que se juega al slot. Pueden estar hechas de diversos materiales, tamaños, trazados y número de carriles.

## Carriles
Con tramos prefabricados, es posible montar pistas de 1, 2 ,4, 6 y 8 carriles, todos operacionales individualmente. En el caso de pistas artesanas, no existen limitaciones de carriles, tan sólo la del espacio disponible. Para el slot digital lo normal son 2 carriles, pero es posible incorporar hasta 8.

## Caucho
Las pistas de slot originales de los años 1910 estaban hechas de caucho natural. Se hacían de pequeñas piezas machihembradas que se podían unir.

## Plástico
Las más utilizadas mundialmente. Se hacen desde los años 1950 y las creó por primera vez Minimodels, en el Reino Unido. El material es polietileno de alta densidad.
- Datos: Q5770073